# Martin López-Zubero
Martin López-Zubero (n. 23 aprilie 1969, Florida, SUA) este un înotător spaniol, medaliat olimpic. A participat la 3 ediții ale Jocurilor Olimpice (1988, 1992, 1996) în care a câștigat o medalie de aur.